# Endiandra versteeghii
Endiandra versteeghii är en lagerväxtart som beskrevs av André Joseph Guillaume Henri Kostermans. Endiandra versteeghii ingår i släktet Endiandra och familjen lagerväxter. Inga underarter finns listade i Catalogue of Life.